# Blumea psammophila
Blumea psammophila là một loài thực vật có hoa trong họ Cúc. Loài này được Dunlop mô tả khoa học đầu tiên.